# Огата, Кэн
Кэн Огата (яп. 緒形 拳 Огата Кэн, 20 июля 1937, Токио — 5 октября 2008, Иокогама) — японский кино- и телеактёр. Настоящее имя — Акинобу Огата (яп. 緒形 明伸 Огата Акинобу).

## Творчество
Дебютировал на телеэкране в 1965, снялся в 70-ти картинах. Известны его роли в фильмах Сёхэя Имамуры, Питера Гринуэя, Пола Шредера. Лауреат и номинант многих национальных премий.
Скончался от рака печени. Два его сына — Канта и Наото — снимаются в кино и телесериалах.

## Избранная фильмография
- Знамёна самураев (1969, Хироси Инагаки)
- Наблюдая эпоху заходящего солнца (1974, Кэндзи Мисуми)
- Крепость на песке (1974, Ёситаро Номура)
- Демон (1978, Ёситаро Номура)
- Мне отмщение и аз воздам (1979, Сёхэй Имамура; премия лучшему актёру на кинофестивале в Иокогаме)
- Вирус (1980, Киндзи Фукасаку)
- Ну и чёрт с ним (1981, Сёхэй Имамура)
- Реинкарнация самурая (1981, Киндзи Фукасаку)
- Картинки Хокусая (1981, Канэто Синдо)
- Легенда о Нараяме (1983, Сёхэй Имамура; премия Японской академии и др. награды как лучшему актёру)
- Гейша (1983, Хидэо Гося)
- Улов (1983, Синдзи Сомай)
- Мисима: жизнь в четырёх главах (1985, Пол Шредер)
- Преследуемый (1985, Хидэо Гося)
- Горящий дом (1986, Киндзи Фукасаку)
- Пламя Ёсивары (1987, Хидэо Гося)
- Дзэгэн (1987, Сёхэй Имамура)
- Тень сёгуна (1989, Ясуо Фурухата)
- Затойчи (1989, Синтаро Кацу)
- Дети радуги (1991, Кихати Окамото)
- Кагэро (1991, Хидэо Гося)
- Сны о России (1992, Дзюнъя Сато)
- Интимный дневник (1996, Питер Гринуэй)
- Гонин 2 (1996, Такаси Исии)
- Чёрный фильм (2000, Масахиро Кобаяси)
- Идущий по снегу (2001, Масахиро Кобаяси)
- 11 сентября (2002, режиссёр эпизода — Сёхэй Имамура)
- Изо (2004, Такаси Миикэ)
- Убывающая луна (2004, Кэн Никаи)
- Скрытый клинок (2004, Ёдзи Ямада)
- Неумолчная песня цикад (2005, Мицуо Куроцути)
- Любовь и честь (2006, Ёдзи Ямада)